# بيني ساتورو
بيني ساتورو (بالإنجليزية: Penny Sartori)‏ هي ممرضة بريطانية، ولدت في 1971.

## وصلات خارجية
- الموقع الرسمي